# Karel Hansa
Karel Hansa (25. listopadu 1890, Vídeň – 4. června 1967, Praha), plným jménem Karel František Václav Hansa byl český cestovatel a spisovatel a stal se prvním, kdo se pokoušel v Československu upozornit na genocidu Arménů v Osmanské říši.

## Život
O jeho životě se mnoho informací nedochovalo. Narodil se ve Vídni v rodině Karla Tomáše Honsy (nar. 22. okt. 1858 v Kněžských Dvorech Suchomel č. 12 rodičům Václavovi Tomášovi Honsa z Písku a Anne roz. Pixové z Písku) a Josefíny Hansové, dceře Vávlava Zbořila z Bistřice pod Hostýnem. Roku 1919 se přestěhoval do Prahy, avšak předtím zřejmě ještě pobýval v Českých Budějovicích, kde má pamětní desku. V Praze bydlel nejprve v Libušině ulici, později se přestěhoval na Smíchov do ulice Na Valentince. Původně se živil jako odpovědný redaktor časopisů o lesnictví a myslivosti (Les a luh, Lesní a lovčí zřízenec). V roce 1922 podnikl cestu na Blízký východ a zkušenosti z ní posléze zapracoval do knih Hrůzy východu (1923) a Z potulek Orientem a Harémy ve světle pravdy (1925).

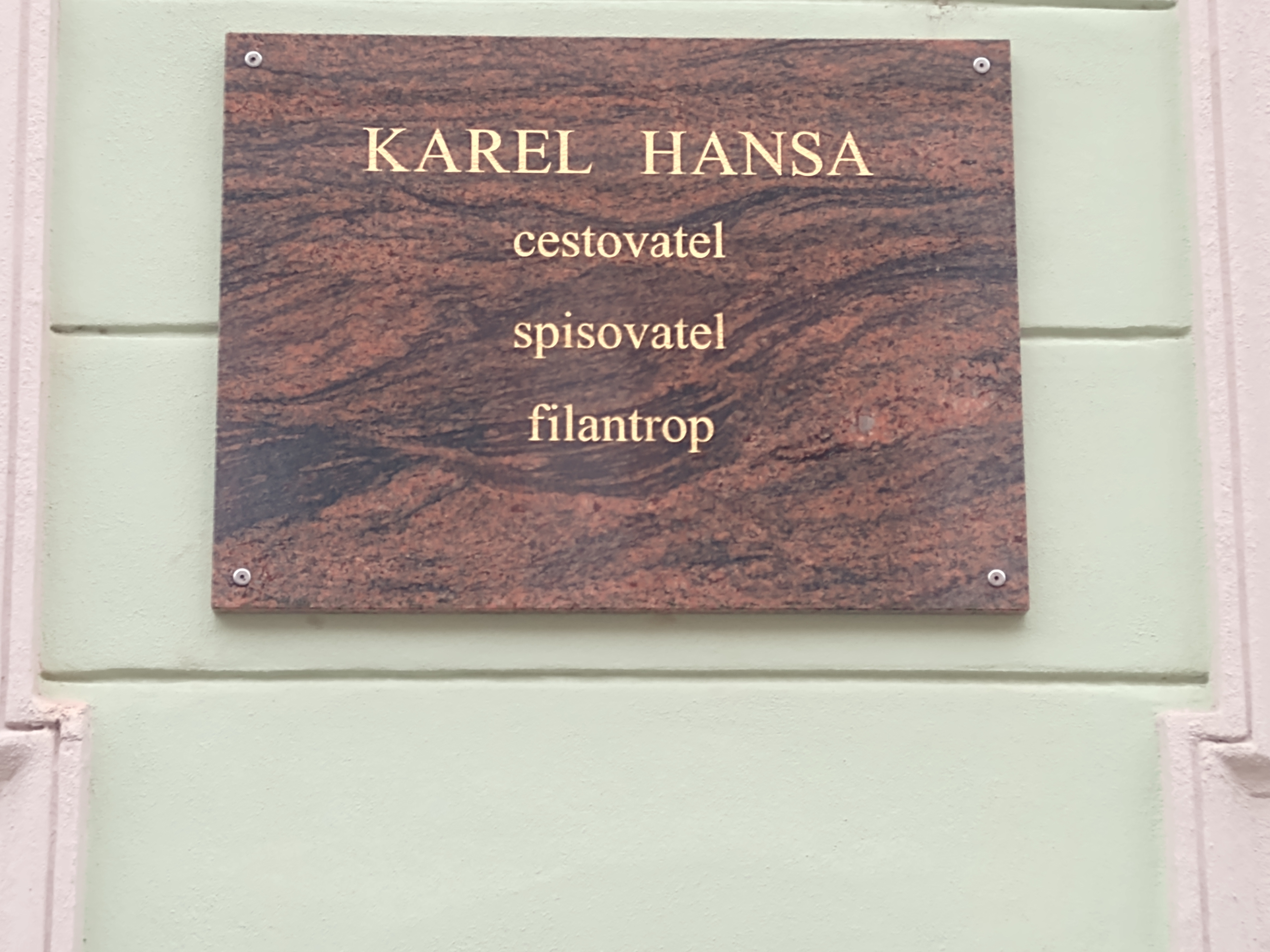
Pamětní deska v Českých Budějovicích

Období jeho cestovatelské aktivity se váže k období První republiky, kdy podnikl cesty do Jugoslávie, na Zakarpatskou Ukrajinu či do Bretaně. Své cesty zachytil ve svých cestopisech, k nimž pořádal často osvětové přednášky.
Nebyl ženatý. Zemřel v roce 1967 v Praze, je pohřben v Českých Budějovicích, kde mu byla v roce 2020 odhalena pamětní deska na domě, kde před ním žil i František Zdeněk Skuherský.

## Cesta na Blízký východ
Roku 1922 uskutečnil svoji první velkou cestu. Z Istanbulu se plavil přes Smyrnu do Bejrútu, odkud jel do syrského Aleppa. Zde narazil na arménské uprchlíky, kteří přežili arménskou genocidu a živořili ve stanech na ulicích. To jej přivedlo k americké humanitární organizaci[zdroj?], k jejímž akcím se přidal (například k přepravě arménských sirotků od tureckých hranic do amerických sirotčinců v Aleppu).
Po návratu do vlasti založil při Československém Červeném kříži "Hansův fond pro arménské sirotky" a uspořádal sbírku na pomoc arménským dětem. Souběžně sepsal knihu Hrůzy východu, do dnešní doby nejucelenější přehled o arménské genocidě v českém jazyce. V publikaci shrnul také arménské dějiny a připojil svá vlastní zjištění a zážitky z cesty. Knihu doplnil řadou vlastnoručně pořízených fotografií.
Cestopis Z potulek Orientem a Harémy ve světle pravdy pak pojednává o jeho cestě jako takové, avšak i zde se na konci knihy odkazuje k fondu pro arménské sirotky.

## Dílo
- Seznam děl v Souborném katalogu ČR, jejichž autorem nebo tématem je Karel Hansa
- Hrůzy východu (1923)
- Z potulek Orientem a Harémy ve světle pravdy (1925)
- Léto pod jihoslovanským nebem (1930)
- Stero črt a obrázků z Podkarpatské Rusi (1935)
- Podkarpatská vánoční idyla (1937)
- Obrázky z Bretonska a pobřeží Atlantského oceánu